# Ranopisoa
Ranopisoa es un género de plantas de flores de la familia Scrophulariaceae. 

## Especie seleccionada
- Ranopisoa rakotosonii

- Datos: Q9066612
- Especies: Ranopisoa